# Kurt Biedenkopf
Kurt Hans Biedenkopf (Ludwigshafen, 28 januari 1930 – Dresden, 12 augustus 2021) was een Duitse politicus. De hoogleraar rechtsgeleerdheid was van 1973 tot 1977 secretaris-generaal van de christendemocratische CDU en tussen 1990 en 2002 minister-president van de deelstaat Saksen.

## Biografie
Biedenkopf groeide op in Ludwigshafen en Schkopau, als zoon van een technisch directeur. Na afloop van de Tweede Wereldoorlog in 1945 verhuisde hij met zijn familie mee naar Hessen. Hij studeerde in de Verenigde Staten en in München en Frankfurt am Main (rechtswetenschappen en later ook andere vakken). In 1958 werd hij doctor, in 1963 habiliteerde hij zich. In de periode 1967-1969 was hij werkzaam als rector van de Ruhr-Universität Bochum.
Hij behoorde tot de meestal jongere, pragmatische CDU-leden die door Helmut Kohl in hoge politieke functies werden benoemd. Toen Kohl in 1973 CDU-voorzitter werd, benoemde hij Biedenkopf tot secretaris-generaal van de partij. In 1977 trad Biedenkopf weer af; zijn relatie met Kohl was verstoord en zou daarna ook nooit meer goedkomen. Tegen Kohl, vanaf 1982 bondskanselier, was een carrière in de partij moeilijk. Wel bleef Biedenkopf nog enkele jaren lid van de Bondsdag. In 1980 deed hij een poging om minister-president van Noordrijn-Westfalen te worden, maar werd in de verkiezingen verslagen door de zittende Johannes Rau (SPD).
Een nieuwe politieke carrière voor Biedenkopf werd mogelijk door de Duitse hereniging. Op 14 oktober 1990 haalde hij voor de CDU in Saksen een buitengewoon goed resultaat met 53,8 procent. Hij werd minister-president en bleef dat tot 2002, steeds met een absolute meerderheid. Hij leidde in totaal drie kabinetten. Zijn aftreden in 2002 geschiedde in het kielzog van politieke affaires en kritiek op zijn manier van leidinggeven.
Biedenkopf was actief in verschillende wetenschappelijke en politieke initiatieven, zoals de Deutsche Nationalstiftung.
Hij had vier kinderen uit zijn eerste huwelijk. Sinds 1979 was hij getrouwd met Ingrid Kuhbier.
- Bibsys: 2093340
- Bibliothèque nationale de France: cb12210777h (data)
- Catàleg d'autoritats de noms i títols de Catalunya: 981058613894506706
- CiNii: DA01270827
- Gemeinsame Normdatei: 118907956
- International Standard Name Identifier: 0000 0001 1046 4763
- Library of Congress Control Number: n81052489
- Nationale Bibliotheek van Letland: 000049283
- Nationale Bibliotheek van Tsjechië: xx0012320
- Nationale bibliotheek van Australië: 48221099
- Nationale Bibliotheek van Israël: 987007258749005171
- Nationale Bibliotheek van Polen: a0000002394354
- Nederlandse Thesaurus van Auteursnamen: 06790274X
- Réseau des bibliothèques de Suisse occidentale: 02-A003004991
- Système universitaire de documentation: 03075528X
- Trove: 1480064
- Virtual International Authority File: 24650581
- WorldCat: E39PBJh4B73RwyBxVKJqqqt9Xd